# Abadía de Hersfeld
La abadía de Hersfeld en alemán: Reichsabtei Hersfeld) fue una importante abadía imperial benedictina situada en Bad Hersfeld en el norte de Hesse (anteriormente Hesse-Nassau), Alemania, en la confluencia de los ríos Geisa, Haune y Fulda. Su colegiata es, en la actualidad, la mayor iglesia románica en ruinas de Europa.

## Historia

### Fundación

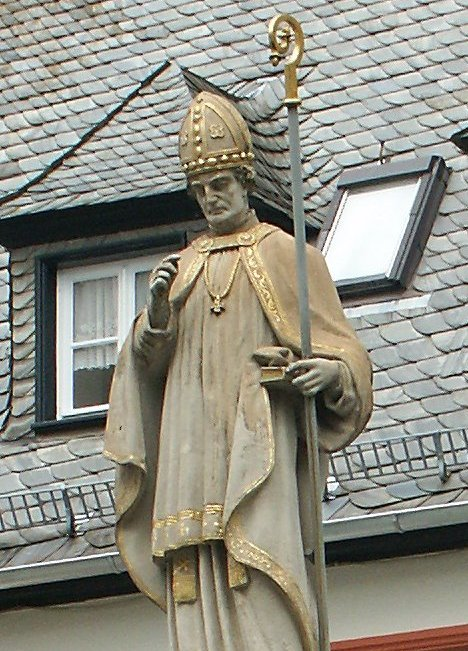
Estatua de Lulo de Hersfeld en la plaza del ayuntamiento de Bad Hersfeld.

Hersfeld fue fundada como eremitorio por san Esturmio, un discípulo de san Bonifacio entre 736 y 743. Debido a que su localización era vulnerable a los ataques sajones, Esturmio y su comunidad se trasladaron a Fulda en 744. Algunos años después, en 769, tras la derrota de los sajones por los francos, Lulo, arzobispo de Maguncia refundaría el monasterio como una abadía benedictina. Tanto la abadía como la iglesia fueron dedicados a san Simón el Zelote y san Judas Tadeo.
Lulo fundó el monasterio al no poder integrar la abadía de Fulda en la archidiócesis de Maguncia (Trutzfulda). Con la fundación de la abadía se alineaba con los planes de Carlomagno. Ambos organizaban desde Hersfeld la subyugación y cristianización de Turingia y Sajonia. La abadía se convertiría de este modo en un centro de misiones, que recibió mucho poder e influencia del emperador.
Lulo fue obispo de Maguncia y abad de Hersfeld desde 769 a 786 en unión personal (desde 782, arzobispo). En 775, Carlomagno elevó a Hersfeld a abadía imperial, dotándola de donaciones de terrenos, que continuarían en los siglos VIII y IX. Las donaciones a lo ancho del Imperio incrementarían el poder e influencia del monasterio. Especialmente en Turingia, la abadía disponía de vastos complejos de propiedad. El papa Esteban III le otorgó la exención de la jurisdicción episcopal.
Lulo hizo trasladar los huesos de san Vigberto de Fritzlar a Hersfeld en 780, con lo que el monasterio se convirtió en un centro de peregrinaje. Para 782 vivían en la abadía 150 monjes y poseía alrededor de 1050 hides de terreno.
Tras su muerte, el 16 de octubre de 786 Lulo fue enterrado junto a su amigo el obispo Witta de Büraburg en la iglesia de la abadía. La lista de bienes del Breviarium sancti Lulli hace inventario de las posesiones de la abadía en los tiempos de Lulo. Los cimientos de la capilla de Esturmio y de la iglesia de Lulo fueron hallados durante las excavaciones llevadas a cabo en el siglo XX en el ala sur del transepto de las ruinas de la abadía, hallándose el nicho de la tumba del obispo Witta, pero no la tumba de Lulo.
Los edificios fueron ampliados entre los años 831 y 850 y por orden del abad Bun (820-840) se edificó una nueva iglesia, a la que se trasladaría la tumba de Lulo en 852. La nueva iglesia fue consagrada siendo abad Brunwart II (840-875) y fue dedicada a san Vigberto y al Redentor. La ceremonia de traslado de los huesos de Lulo fue presidida por Rabano Mauro, arzobispo de Maguncia, que anunció la canonización del difunto fundador de la abadía. La Lullusfest se celebra en Hersfeld desde entonces cada 16 de octubre, siendo la festividad local establecida más antigua del mundo germanófono.
En la abadía se recopiló una valiosa biblioteca, se registraban regularmente los anales de la abadía, con lo que llegó a ser conocida como un lugar de piedad y aprendizaje. Desde la época del abad Bun, la escuela del monasterio gobzaba de una alta reputación. Su líder fue Haimo, más tarde obispo de Halberstadt. Se cree que en esta época el desconocido poeta autor del Heliand (un poema épico del siglo IX en sajón antiguo, que presenta a Jesús y a los apóstoles como un rey y sus guerreros en el contexto de la época), recibió sus enseñanzas teológicas en Hersfeld.

### Edad Media

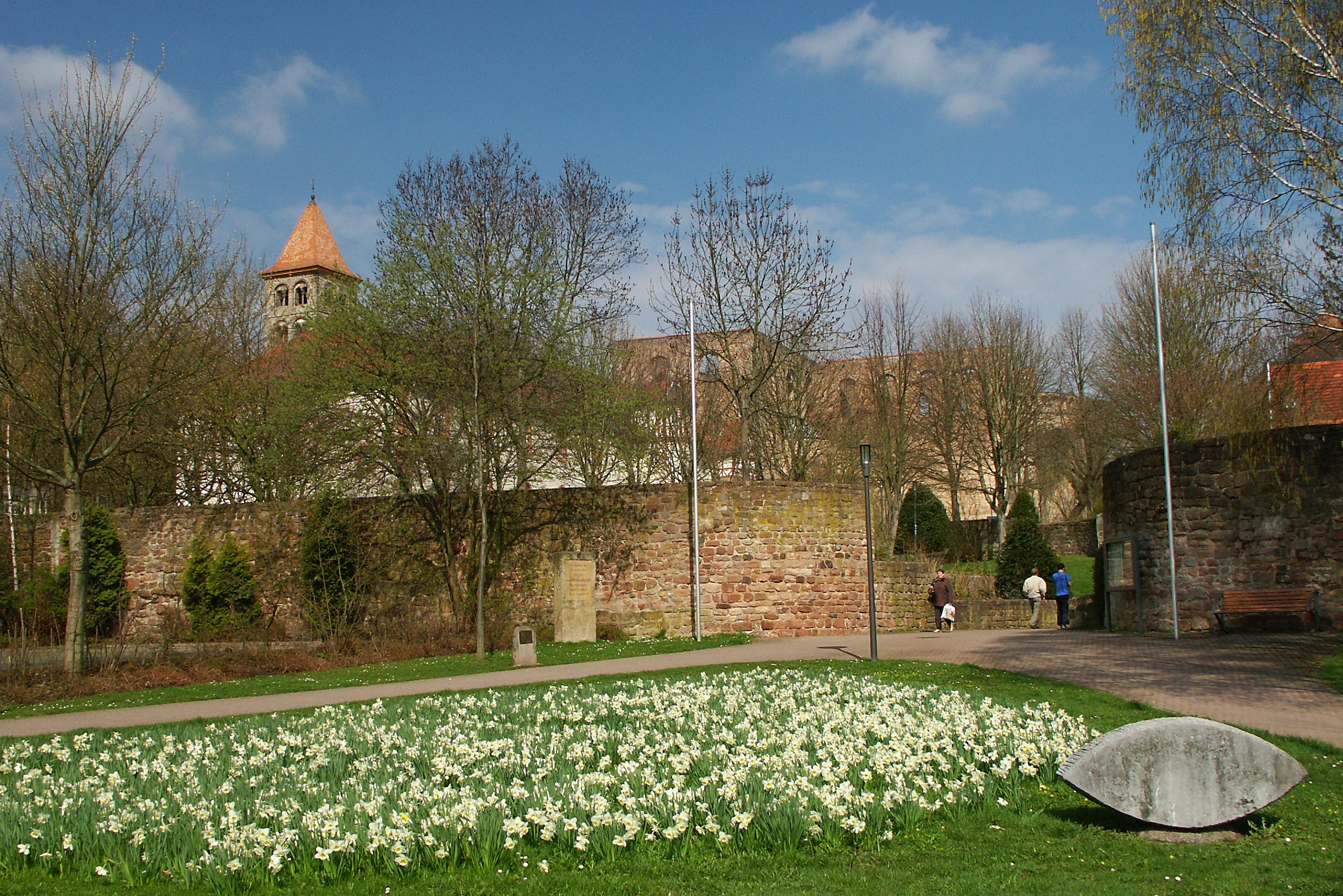
La Südtor, torre meridional de las fortificaciones de la abadía.

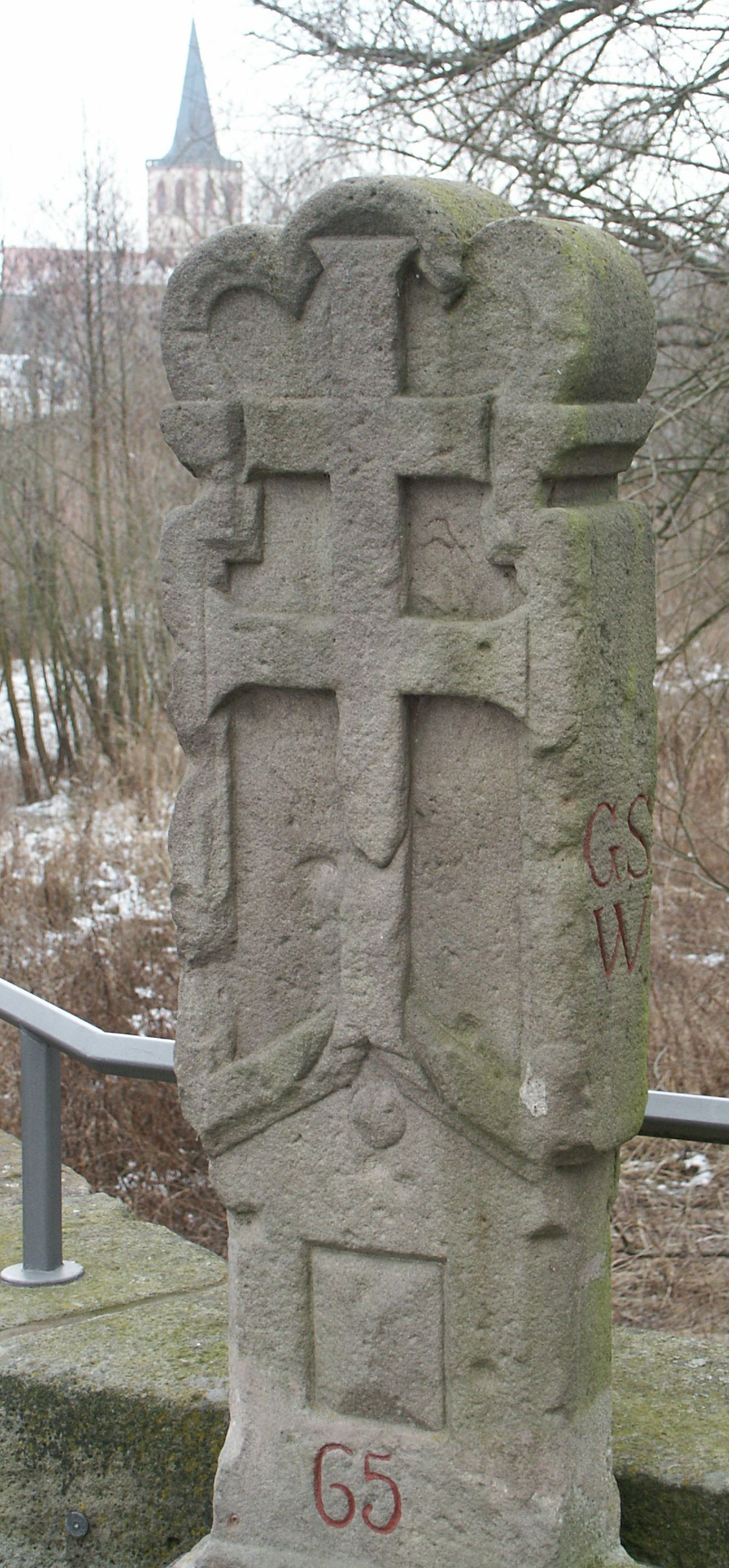
Antigua señal del confín de la Abadía, en el puente sobre el río Werra en Philippsthal.

Durante el mandato del abad Druogo (875-892) se llevó a cabo el Registro del Diezmo de Hersfeld en 881. No más tarde de 899, siendo abad Harderat, se llevó a cabo un registro similar.
Bajo el abad Diethart I (912-927), se alzaron fortificaciones de piedra alrededor de la abadía en 925 para protegerla de las invasiones magiares. Uno de los restos de estas fortificaciones podría ser la Südtor, cubierta por fortificaciones posteriores y redescubierta por excavaciones entre 1979 y 1981. Junto a la torre se halló un depósito de sal del siglo IX. De este modo, se puede asumir que los monjes tenían sus propios talleres dentro de la abadía.
Los edificios palatinos datan de finales del siglo IX o inicios del X. Un edificio de piedra de sesenta metros de largo al este de la iglesia colegiata, cuyos cimientos fueron hallados en 1976 durante la construcción del Hospital de Bad Hersfeld, es interpretado como un auditorio del pfalz. Se sospecha que el castillo refugio (fliehburg) asociado a esta residencia se hallaría bajo la plaza del mercado, al norte del auditorio. Esta sospecha se ve reforzada por la inusual forma de la plaza, que no es típica de la región.
El abad Megingoz (932-935), por quien es nombrado el pueblo de Mengshausen (actualmente parte de Niederaula), mandó construir el castillo de Wachsenburg para proteger las propiedades de la abadía en Turingia, que constituye uno de los Drei Gleichen. El abad Egilolf (963-970) consiguió del papa Juan XIII un decreto por el que la abadía era subordinada directamente al pontífice. Este decreto fue promulgado en 966 por mediación del emperador Otón I, de quien Egilolf era amigo y consejero. Así, la abadía dejaba de ser dependiente de la diócesis de Maguncia.
La biblioteca abacial fue fundada por el abad Gotzbert (970-985), mientras que el abad Bernhard (985-1005) fundaría en 1003 un prebostazgo en Petersberg que sería consagrado a san Pedro. Enrique II otorgó a este abad el 13 de mayo de 1003 el wildbann en el bosque imperial de Eherinevirst (Knüllgebirge y Seulingswald). Así, la abadía conseguía un territorio en torno a Hersfeld y conectar con sus posesiones en Turingia. Esta decisión dividió el bosque de Eherinevirst entre los dominios de Hersfeld y Fulda. La frontera discurría desde Herfa hasta Wölf (hoy parte de Eiterfeld), siguiendo hasta el Eitra y el Haune y de allí por Odensachsen, Rhina (hoy parte de Haunetal) y Mengshausen hasta la desembocadura del Aula en el Fulda. Esas fronteras cambiaron muy poco a lo largo de los siglos.
Hacia finales del siglo X, Hersfeld sufrió el declive general de la época y la disciplina monástica se relajó. Los abades Gozbert y Bernhard permitieron que se negligieran las duras normas benedictinas. Los monjes vivían como canónigos en casas propias y tenían propiedades. Por este motivo, Enrique II encomendó en 1005 a Godehard (futuro san Gotardo, obispo de Hildesheim) la reforma de la vida conventual en la abadía, nombrándole abad a pesar del derecho de elección de los monjes. Gotardo venía de la abadía de Niederaltaich y permaneció como abad de Hersfeld hasta 1012. Restableció la regla de san Benito y puso a los monjes ante la elección de obedecer la regla o abandonar el monasterio (50 monjes dejaron la abadía).
El sucesor de Gotardo fue el abad Arnold (1012-1031) que también provenía de Niederaltaich. Fundó un prebostazgo entre 1012 y 1024 en Johannesberg consagrado a san Juan. Sus ruinas son visibles actualmente junto al edificio del Dormitorium de los monjes. Durante la época de Arnold, la abadía recibió en 1015 y 1016 donaciones del emperador Enrique II, entre ellas la abadía de Memleben, con lo que la base económica y el significado de la abadía se incrementaron aún más.
En 1038, un incendio destruyó la iglesia abacial. El abad Meginher (1036-1059) se dedicó inmediatamente a la reconstrucción. Ya en 1040 el coro y la cripta eran consagrados a san Vigberto. El abad entregó al emperador Enrique III las reliquias principales de los apóstoles Simón el Zelote y Judas Tadeo para la fundación de la iglesia colegiata de Goslar. El Krodoaltar probablemente también sea originario de Hersfeld. El sello más antiguo de la abadía, que muestra a san Vigberto, se remonta a la época de Meginher.

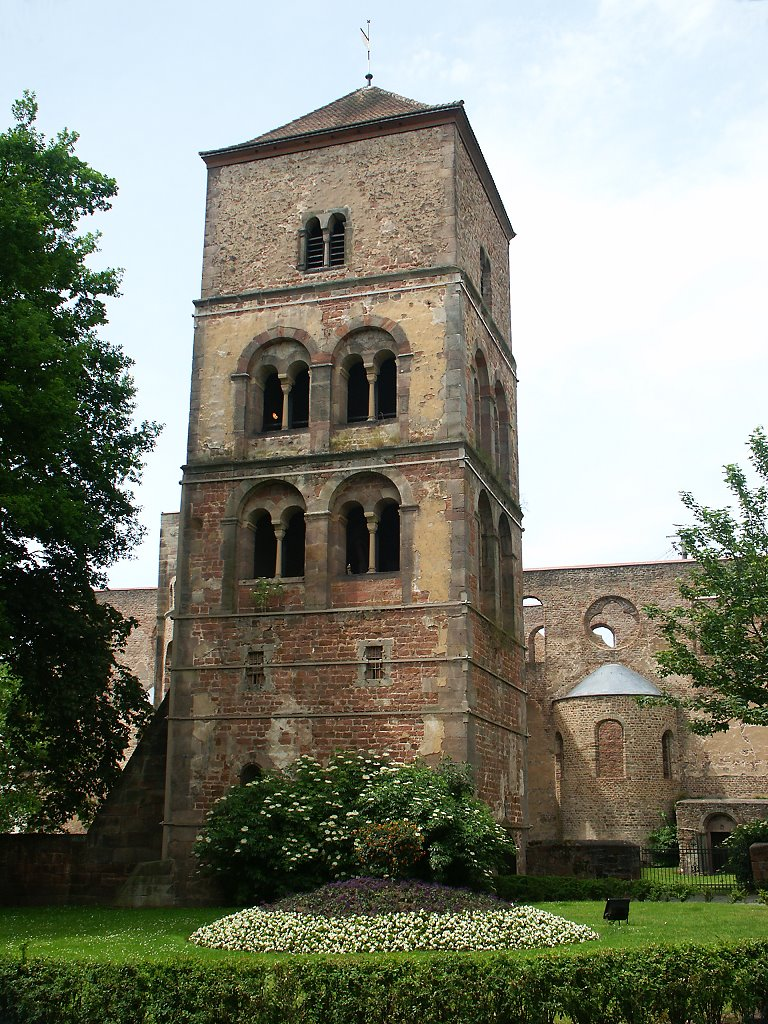
Katharinenturm

La más antigua campana conservada en la Alemania actual, la Lullusglocke de la torre de Catalina de la abadía de Hersfeld, fue realizada por orden del abad Meginher en 1038. Solo suena a las doce del 16 de octubre, día de la muerte de Lulo. Asimismo, las primeras acuñaciones tuvieron lugar por orden de este abad. Una de las monedas se halla en exposición en el mercado, con la efigie de san Vigberto. En 1058 el monje Lamberto de Hersfeld ingresó en la abadía y se convertiría en un famoso cronista en su tiempo. Se le supone al mando de la Escuela de la Abadía de Hersfeld bajo los abades Ruthard y Hartwig, así como la autoría de la Vita Lulli —biografía de Lulo— entre 1063 y 1073.
Entre 1073 y 1074, Enrique IV movilizó un ejército a Bebra-Breitenbach para aplastar la revuelta de los sajones y turingios. Su hijo y sucesor Conrado de Italia nació y fue bautizado en la abadía. Se dice que su cuna chapada en oro colgó durante largo tiempo en un arco de la nave. Durante la Querella de las Investiduras, Hersfeld escogió la causa imperial contra el papado. Por su oposición al emperador, Lamberto sería transferido a la abadía de Hasungen, desde donde escribiría una invectiva contra Hersfeld, Libellus de institutione Herveldensis ecclesiae. En la última década del siglo XI, la abadía parece haber regresado al favor papal, de modo que continuó prosperando por un largo periodo. Las luchas entre los turingios y el emperador afectaron a los intereses de la abadía en Turingia, por lo que el abad Friedrich (1091-1100) se trasladó al castillo de Wachsenburg, cerca de Arnstadt para defenderlos y allí murió.
El abad Adelmann (1114-1127) hizo construir la torre de Catalina (Katharinenturm), un campanario con una capilla en su base, que alojaría la Lullusglocke y que aún es visible a la entrada de la abadía del lado de la población. Con el abad Heinrich I de Bingarten (1127-1155), la abadía llega a la cúspide de su historia. Conrado III visitó a menudo Hersfeld, reuniendo su ejército en los alrededores en 1139 contra Enrique el Orgulloso. Este abad también lo sería de Fulda por un breve periodo. En 1144, se consagró la nueva iglesia románica, con la presencia de Conrado III, que otorgó al monasterio un diezmo del vino de las fincas imperiales de Ingelheim am Rhein. En 1146, Gertrudis de Sulzbach, esposa del emperador, falleció en Hersfeld. Alrededor de 1150 se edificaron nuevas edificaciones anexas a la colegiata en el claustro.

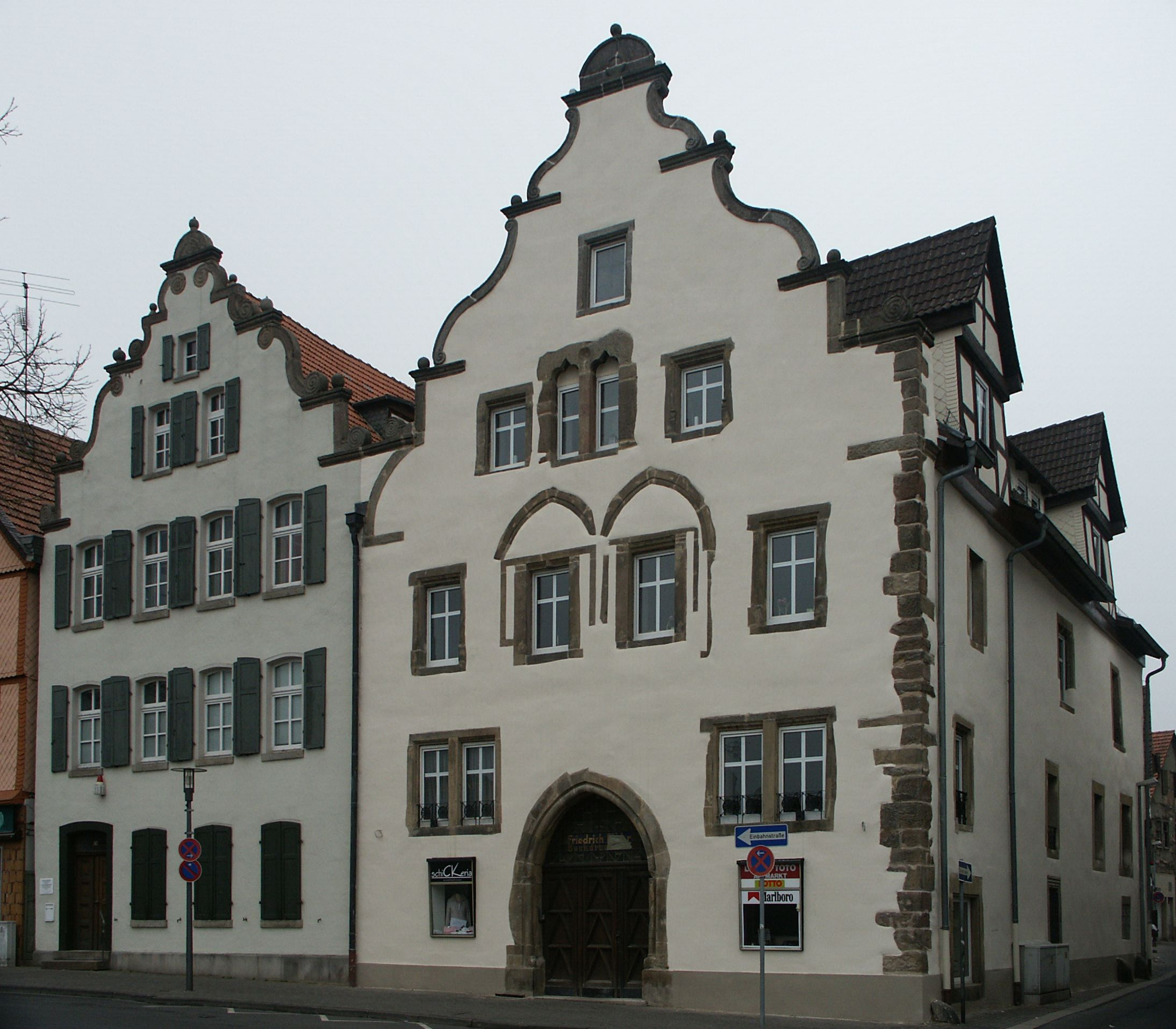
A la derecha, la antigua ceca de la abadía.

El abad Siegfried (1180-1200) se querelló contra el landgrave Luis III de Turingia por el vogteirechte. Este abad contaba con la alta estima de las cortes de Federico I Barbarroja y Enrique VI por lo que fue capaz de influenciar sus respectivas políticas. Acompañó a Barbarroja a Italia y condujo las negociaciones con el papa en nombre del emperador. Con Siegfried, la abadía adquiere su mayor significado político en el Imperio. El abad supo cómo imponer los derechos de la abadía sobre los landgraves de Turingia.
Por varios decretos del emperador Federico II (1220, 1231 y 1232) la abadía consiguió derechos de soberanía bajo el abad Ludwig I. El abad se convirtió en jefe de Estado, siendo príncipe de Hersfeld. Ludwig fundó el hospital de Johannestor para los pobres, ancianos y enfermos. En Hersfeld se construyó un monasterio franciscano, que es mencionado por primera vez en 1269 en Neumarkt y fue probablemete abandonado a finales del siglo XV. En su lugar hoy se halla el edificio de la escuela Konrad Duden, donde se conservan dos bóvedas del monasterio. Los cimientos de su iglesia se suponen bajo la actual Pausenhof. Con el fin de la dinastía Hohenstaufen en el siglo XIII, el poder de los monarcas disminuyó, y la abadía imperial de Hersfeld, tradicionalmente fundamentada en los reyes y emperadores del Sacro Imperio Romano Germánico, perdió el respaldo de este poder político. La emergente nobleza terrateniente y la burguesía de la ciudad hicieron el resto, por lo que los siguientes siglos estuvieron marcados por el continuo intento de preservar los derechos de propiedad y soberanía.

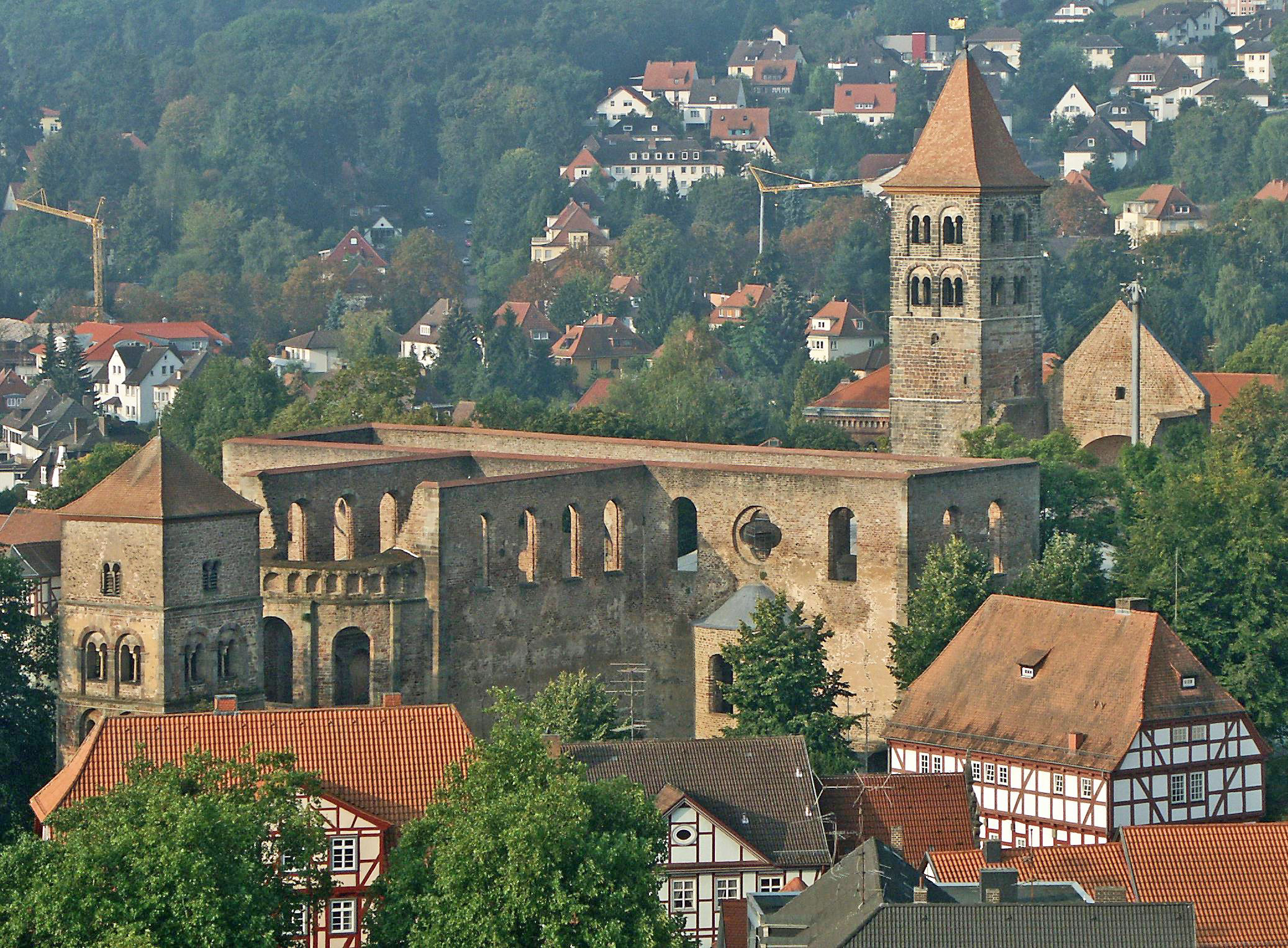
Vista de las ruinas de la abadía de Hersfeld.

Ludwig II de Mansbach, abad entre 1324 y 1343, inició en 1328 la construcción del castillo Eichhof, pero su sucesor Johann II de Elben (1343-1367), tuvo que vender propiedades por problemas financieros. Entre otras ventas, vendió el hospital a la ciudad. En ese momento, no obstante, la abadía aún tenía el apoyo del rey, por lo que Carlos IV permitió en 1347 al abad poner bajo su protección a judíos para su propio beneficio. La ciudad de Hersfeld, hoy Bad Hersfeld, creció alrededor de la abadía y floreció hasta el punto de ser suficientemente fuerte para conseguir su independencia, poniéndose formalmente bajo la protección del landgrave de Hesse en 1371.
En 1372, bajo el abad Berthold II de Völkershausen (1367-1387), se completó el castillo Eichhof, y en 1378 se instaló el primer órgano en la iglesia. El abad se enfrentó a la creciente influencia sobre su principado de los landgraves de Turingia y Hesse cuando la ciudad de Hersfeld concluyó una alianza con el landgrave de Hesse el 28 de enero de 1373. El abad se posicionó del lado del Kurmainz, que había tenido durante largo tiempo una disputa sobre la supremacía en Hesse con los landgraves. Asimismo, el abad se alió con la Sternerbund, una liga de condes y caballeros dirigida contra el landgrave, por lo que con su ayuda intentó en la Vitalisnacht de 1378 restaurar su supremacía en la ciudad. Fracasó, por lo que el Principado de Hersfeld se vio obligado a formar una alianza defensiva con los landgraves en 1383.
A pesar de la alianza, aparecerían nuevas disputas con Hesse. Por ejemplo, en 1416, el landgrave Luis I construyó el castillo Ludwigseck en territorio de Hersfeld (pertenecía al territorio de wildbann otorgado por Enrique II). El abad Hermann II de Altenburg (1398-1418) se encontró con las manos atadas y solo pudo resignarse a que el landgrave construyera el castillo uff unsers stiffts grunth unnd eigenthum. Estos conflictos llevaron consigo el fortalecimiento de la influencia de la archidiócesis de Maguncia, que ejerció como patrona y mediadora entre Hesse y Hersfeld: en 1385, el obispo Adolfo I y en 1420, Conrado III.
En 1425 el monje Heinrich de Grebenstein, encuentra el Codex Æsinas, en el que se hallaba la última copia existente del De origine et situ Germanorum, así como el De vita et moribus Iulii Agricolae y el Dialogus de oratoribus, obras de Tácito.
En la guerra entre Maguncia y Hesse de 1427, el landgrave Luis finalmente venció al Kurmainz, de modo que la ciudad de Hersfeld renovó su alianza con el landgrave y la abadía se quedaba sin aliados ante el mismo. Para asegurar la existencia de la abadía, el abad Albrecht de Buchenau nombró al landgrave patrón hereditario de la fundación en 1432. Este contrato de protección hereditario fue renovado en 1458 y 1490. El principado pertenecía así de facto a Hesse desde 1432, pero de iure permaneció como un principado y feudo imperial.

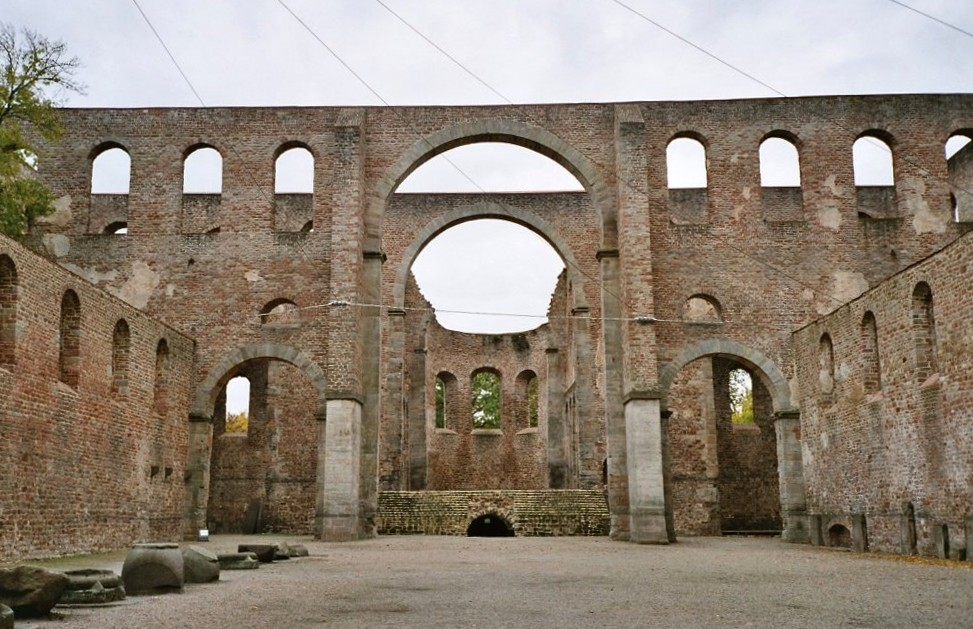
Ruinas de la abadía.

Para asegurar el resto de posesiones de la abadía frente a los landgraves, y debido a sus considerables problemas económicos, el abad Volpert Riedesel (1493-1513) intentó en 1513 unir la abadía con la de Fulda en el conocido como Hersfelder Affäre. La abadía perdió un juicio en el Tribunal de la Cámara Imperial contra la ciudad, lo que castigó aún más a la abadía. Por ese motivo, el abad renunció a su cargo cediéndoselo al papa León X, por lo que el abad Hartmann de Fulda fue autorizado por el emperador Maximiliano a incorporar la abadía de Hersfeld a la suya. Hersfeld recibió de Fulda el prebostazgo de Andreasberg. El capítulo de Hersfeld estuvo de acuerdo con la decisión del canciller de Fulda, Philipp von Schweinsberg. El 10 de septiembre de 1513, el abad Hartmann fue nombrado abad de Hersfeld en el castillo Eichhof. Solamente Kraft Myle, más tarde abad Crato I, se resistió al acuerdo. La ciudad, apoyada por la landgrave regente de Hesse Ana de Mecklenburg (su hijo Felipe era patrón de la abadía), también se negó a obedecer a Hartmann. Ana consiguió que se eligiera a Ludwig von Hanstein, abad de la Abadía de Helmarshausen, como administrador de Hersfeld. El 15 de septiembre de 1515 fue elegido contraparte por el convento de Hersfeld, presidido por el canciller de Hesse Johann Feige. La situación no era sostenible para la abadía de Fulda por lo que el abad Hartmann renunció a la abadía de Hersfeld en 1516. De acuerdo a un relato de esta época que da cuenta del estado de la abadía, la biblioteca estaba en estado de ruina y decadencia, de modo que muchos volúmenes preciados habían desaparecido y muchos manuscritos y archivos de la abadía eran usados en las perreras como cama para los perros.

### Reforma protestante
El sucesor de Hartmann de Fulda, el abad Crato I (1516-1556), primer abad de origen burgués de Hersfeld, renovó el tratado hereditario con el landgrave Felipe I en 1517 junto con el deán y el convento. Por invitación del abad, Martín Lutero predicó en la iglesia de la abadía en 1523, iniciando la Reforma en Hersfeld. Dos años más tarde, gran parte de las posesiones de la abadía eran ya protestantes, cuando en 1525, en la guerra de los campesinos, el distrito de la abadía fue saqueado. El landgrave Felipe acudió en ayuda del abad y derrotó la revuelta. Felipe usaría este hecho en su beneficio al tomar gran parte de la abadía imperial para cubrir sus gastos, como Berka y las Landecker Amt (que ocupaban aproximadamente el territorio del municipio actual de Schenklengsfeld). Por los tratados de 1550 y 1558 con el abad Crato y su sucesor el abad Michael Landgraf (1556-1571), el landgrave arrebató la mitad de su territorio a la abadía, pasando bajo la influencia directa del landgraviato.
Las condiciones religiosas y políticas de la abadía eran tan complicadas debido a estos acontecimientos que fue cada vez más difícil encontrar un abad que pudiera conciliar los diversos intereses. Durante el mandato de Crato, el abad era católico, el deán protestante y el capítulo era mixto, mientras que la población era mayoritariamente protestante. En adición, los patrones del abad católico, los landgraves de Hesse eran celosos defensores del protestantismo. Esta situación existía sin permiso del emperador y contradecía las leyes de la iglesia y la voluntad del papa. De este modo, un abad católico tuvo la tarea de servir a un landgrave luterano sin molestar al papa y al emperador. Las condiciones se complicaban aún más al precipitarse hacia la Guerra de los Treinta Años mientras las contradicciones se intensificaban. La iglesia se cerró al culto católico, mientras que la misa se celebraba en una capilla del interior.
El abad Michael fundaría en los edificios del antiguo monasterio franciscano una escuela convetual. El ayudante del abad, Ludwig Landau, se convertiría en su sucesor como Ludwig V (1571-1588). Tuvo una disputa con el Electorado de Sajonia sobre el feudo en los distritos administrativos de Turingia y prometió al landgrave Guillermo IV la administración de Hersfeld. En su mandato se dio un último florecimiento constructivo: el stiftsbezirk, la residencia urbana del abad y el castillo Eichhof fueron renovados en estilo renacentista.

### Disolución

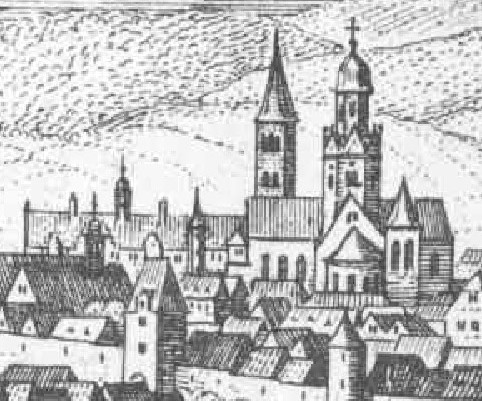
Iglesia abacial en 1600.Calcografía de Matthäus Merian derivada de un dibujo de Wilhem Dilich.

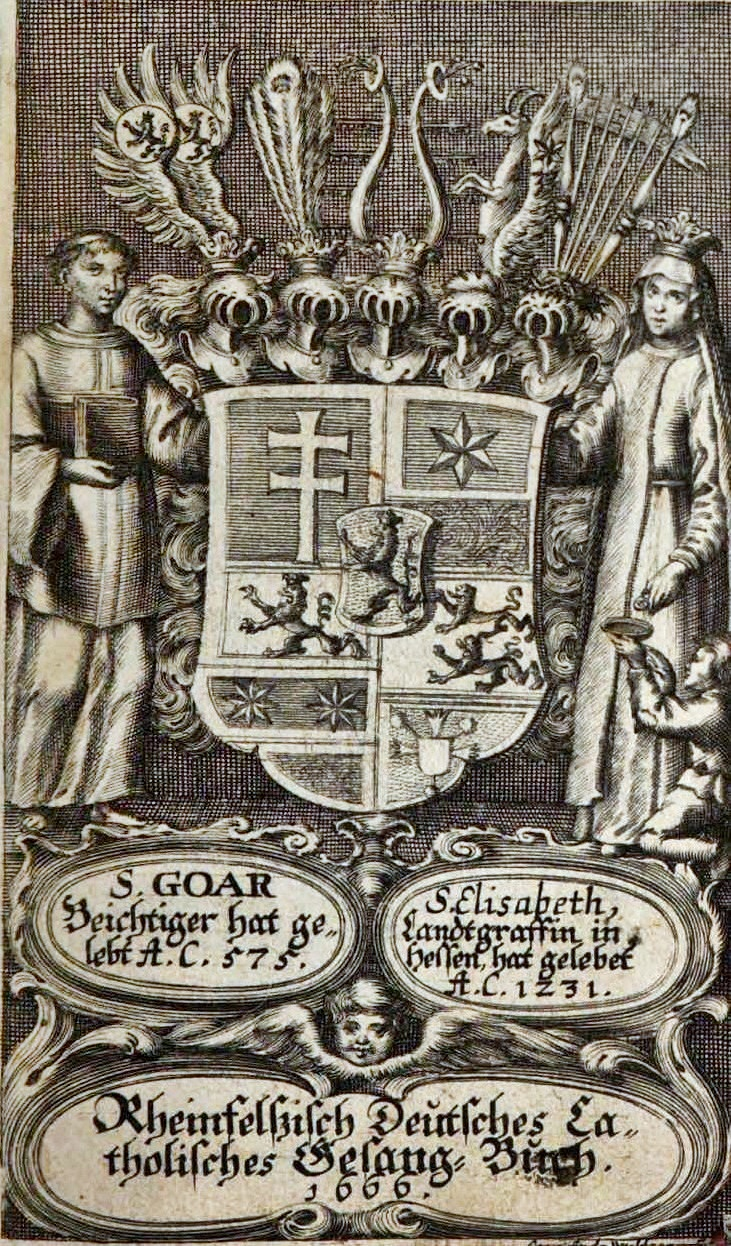
Escudo de Ernesto I de Hesse-Rheinfels-Rotenburg en Rheinfelßisch Deutsches Catholisches Gesang-Buch, 1666.

El penúltimo abad, Kraft Weiffenbach (1588-1592), ya no recibió el reconocimiento del Papa, y el único católico del capítulo, Joachim Röll, se negó a reconocerle. El landgrave Mauricio de Hesse-Kassel en 1592 colocó en el cargo a su amigo personal Joachim Röll (1592-1606), que sería el último abad. El abad Joachim nombró al hijo mayor del landgrave, Otto, como su ayudante en la abadía en 1604. El 24 de febrero de 1606 el abad falleció y Otto, de doce años se puso al mando como administrador de la abadía el 4 de marzo. Un intento del papa Clemente VIII para colocar como sucesor católico al abad de Fulda Balthasar de Dernbach fracasó por su muerte ese mismo año. Otto murió en 1617 en Hersfeld bajo circunstancias no esclarecidas. El futuro landgrave Guillermo V había sido nombrado en 1612 ayudante por su hermano en Hersfeld, por lo que le sucedió como administrador a su muerte. La objeción del emperador Matías fue tratada con dilaciones y finalmente ignorada.
Durante la Guerra de los Treinta Años, las tropas imperiales del conde de Tilly tomaron la ciudad en 1623. Tilly estableció sus cuarteles en Hersfeld hasta 1625. La abadía fue reactivada con monjes benedictinos, e incluso los monjes del antiguo monasterio franciscano regresaron. El emperador Fernando II nombra in commendam a su hijo Leopoldo Guillermo con el objetivo de recatolicizar la abadía imperial. En 1629 el abad de Fulda Johann Bernhard Schenk zu Schweinsberg fue nombrado administrador de la abadía. En 1631, el landgrave Guillermo V reconquista la ciudad. Al rechazar la paz de Praga de 1635, el emperador promulgó un bando contra él negándole al landgrave y a su sucesor, Guillermo VI la posesión de Hersfeld.
Tras la guerra, la abadía se convirtió en un principado secular propiedad del emperador Fernando III, que lo cedía como feudo imperial a la casa de Hesse-Kassel. La Paz de Westfalia de Münster y Osnabrück regulaba este asunto en su artículo 15, §2. Desde entonces los landgraves de Hesse-Kassel tuvieron su puesto y voz en el Reichstag como príncipes de Hersfeld.
En 1649, el landgrave Ernesto I de Hesse-Rheinfels-Rotenburg, hijo del segundo matrimonio del landgrave Mauricio de Hesse-Kassel, hizo del castillo de Rheinfels su residencia. En 1652 se convirtió a la fe católica, por lo que percibió su posesión anterior de Hersfeld como una carga en la conciencia, lo que inscribió en la capilla de su castillo. El jesuita y bolandista Daniel Papebroch escribió en 1660 en sus recuerdos de viaje:

Muy hermosa es una capilla en el castillo […] Bajo la galería uno puede ver el escudo de armas del landgrave con la siguiente inscripción: «Ernst, desde el primer momento de su regreso a la Iglesia católica, lleno de esperanza abrasadora, que muchos le sigan». Luego se podía contemplar sus escudos de armas individuales, pieza por pieza, cada uno con su lema debajo. Los versos más destacables se hallaban bajo una cruz doble roja, que es el escudo de armas de la abadía que le cayó a los landgraves en la Paz de Westfalia, y decían así: «Yo, involuntariamente añado este escudo a mi escudo de armas, porque lo que es tuyo ha de serte dado a ti, Jesús crucificado».

El monasterio se abandonó bajo el abad Joachim, y la iglesia abacial era únicamente usada para servicios protestantes desde la guerra de los campesinos. A pesar del regreso de algunos monjes en época de Tilly, nunca más se daría en la abadía la operativa de un monasterio regulado. En la guerra de los Siete Años, la iglesia fue usada como granero y fue incendiada por las tropas francesas el 19 de febrero de 1761 y desde entonces ha sido considerada como las «ruinas de la abadía» (Stiftsruine Bad Hersfeld).

## Prebostazgos y prioratos

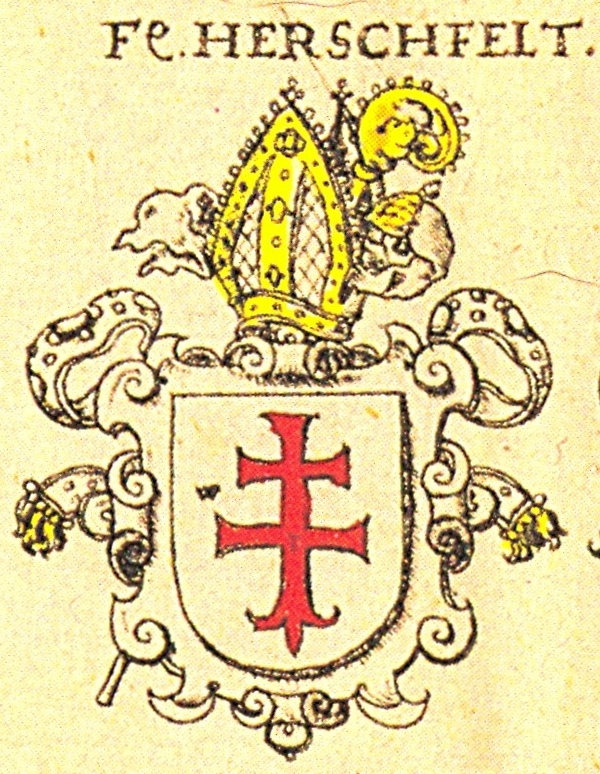
Escudo de la abadía imperial de Hersfeld en el Siebmachers Wappenbuch, 1605.

### Prebostazgos
- Benediktinerpropstei (Prebostazgo benedictino) Johannesberg bei Hersfeld (fundado en 1024).
- Benediktinerpropstei Sankt Peter auf dem Hersfelder Petersberg (fundado en 1000).
- Benediktinerkloster Sankt Maria im Memleben (desde 1015, prebostazgo de Hersfeld, fundado en el siglo X).

### Prioratos
- Monasterio benedictino de Santa Walburgis en Arnstadt.
- Monasterio agustino de Santa María en Frauenbreitungen (fundado en 1150).
- Monasterio benedictino de Santa María en Herrenbreitungen (fundado en el siglo XI y perteneciente a Hersfeld desde el siglo XII).
- Monasterio benedictino de Santa María en Cornberg (fundado en el siglo XIII).
- Monasterio cisterciense de Santa María en Frauensee (fundado en 1200).
- Monasterio benedictino de San Vigberto en Göllingen (fundado en el siglo X).
- Monasterio cisterciense de Santa María en Kreuzberg bei Hersfeld (fundado en 1191).
- Monasterio franciscano de Santa Isabel en Hersfeld (se menciona hasta 1269).
- Monasterio femenino de Santa María y San Juan en Aua (trasladado en 1229 a Blankenheim, fundado en 1190).
- Canonjía de San Pedro en Ohrdruf (fundada en el siglo VIII).
- Monasterio benedictino o cisterciense de Santa María y San Juan en Kreuzberg (fundado en el siglo XIII).

## Lista de abades
- ca. 769-786: Lulo
- 786-798: Balthart
- 802-813:Richulf
- 813-820?: Brunwart I
- 820?-840: Bun
- 840-875: Brunwart II
- 875-892: Druogo
- 892-901: Harderat
- 902-912:Otto I
- 912-927Diethard I
- 927-928: Diethard II
- 928-932: Burchard I
- 932-935: 9 Megingoz
- 935-959: Hagano
- 959-963: Günther I
- 963-970: Egilolf
- 970-985: Gozbert
- 985-1005: Bernhar
- 1005-1012: Goedehard
- 1012-1031: Arnold
- 1031: Bardo
- 1031-1036: Rudolf de Büren
- 1036-1059: Meginher
- 1059-1072: Ruthard
- 1072-1090: Hartwig
- 1090-1100: Friedrich de Goseck
- 1100-1102: Günther II
- 1102-1114: Reginhard
- 1114-1127: Adelmann

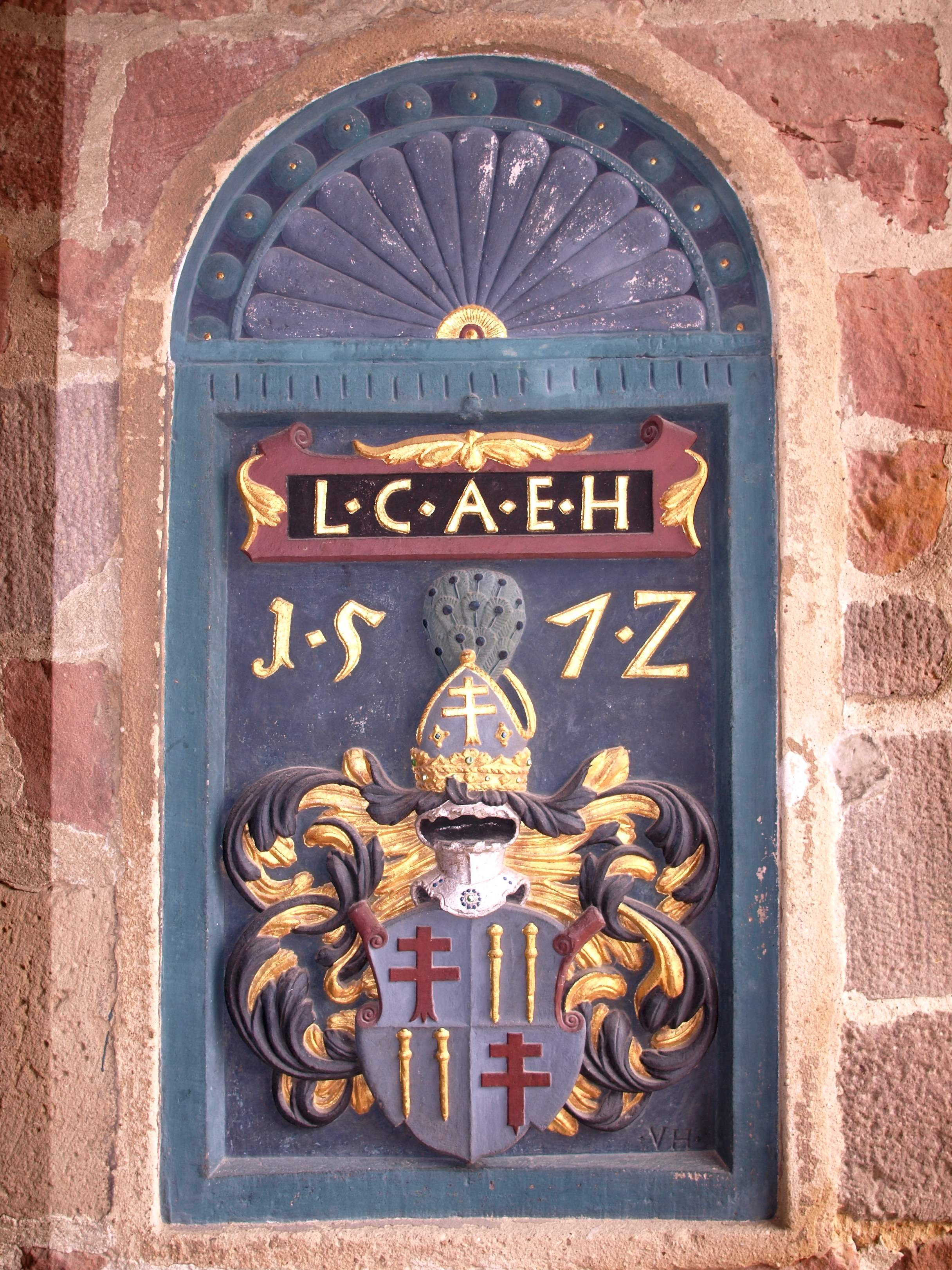
Escudo del abad Ludwig V (1571-1588) en la entrada del castillo Eichhof.

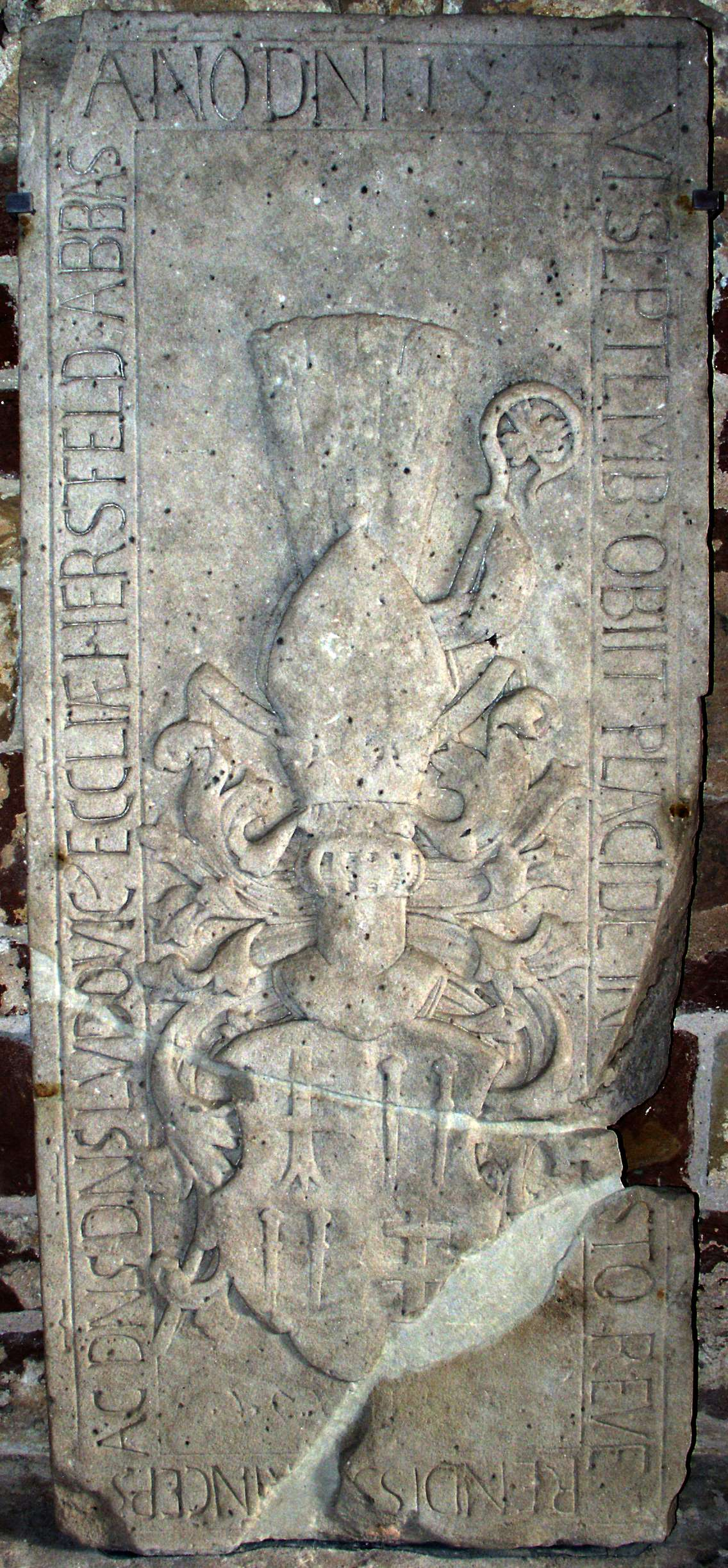
Lápida del abad Ludwig V.

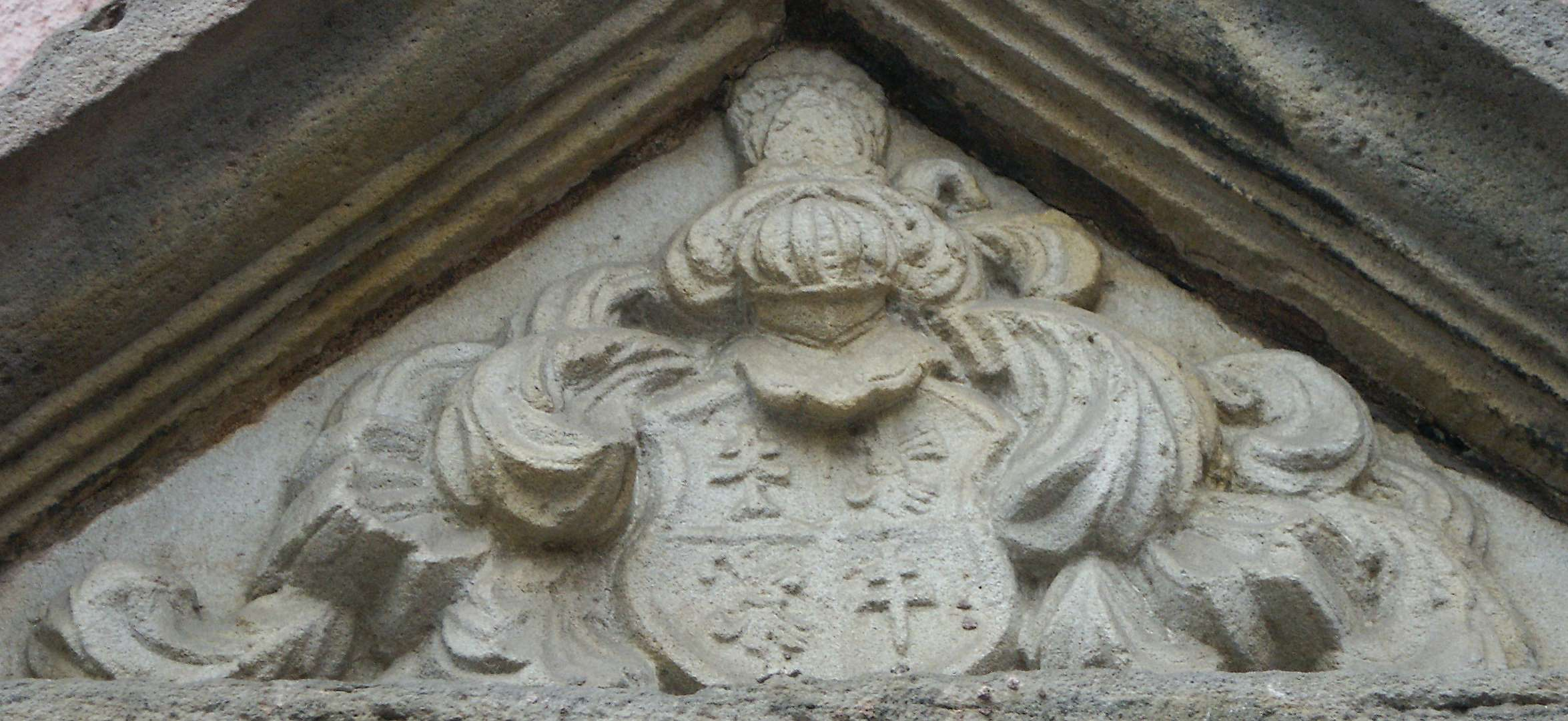
Escudo del abad Joachim (1592-1606), en la stadtkirche de Bad Hersfeld.

- 1127-1155: Heinrich I de Bingarten
- 1155-1162 y 1168-1175: Willibold
- 1162-1165: Hermann I
- 1165-1168: Burchard II de Nürings
- 1175-1180: Adolf
- 1180-1200: Siegfried
- 1200-1214: Johann I
- 1214-1217: Heinrich II
- 1217-1239:Ludwig I
- 1240-1252 y 1255-1258: Werner de Schweinsberg ( )
- 1252-1255 y 1258-1261: Heinrich III
- 1261-1278: Heinrich IV de Boyneburg-Hohenstein
- 1278-1300: Heinrich V de Swinrode
- 1300-1304: Bertold I de Elben
- 1304-1315: Simon de Buchenau
- 1315-1316: Heinrich VI de Malsleben
- 1316-1320: Andres de Heiningen
- 1320-1323: Heinrich VII de Romrod
- 1324-1343: Ludwig II de Mansbach
- 1343-1367: Johannes II
- 1367-1387: Bertold II
- 1387-1398: Reinhard de Boyneburg-Hohenstein
- 1398-1418: Hermann II de Altenburg
- 1418-1438: Albrecht de Buchenau
- 1438-1452: Conrad de Hirzenrode
- 1452-1481: Ludwig III Vitzthum de Eckstädt
- 1481-1483: Damian de Knoblauch
- 1483-1493: Wilhelm de Völkershausen
- 1493-1513:Volpert Riedesel de Bellersheim
- 1513-1515: Hartmann
- 1515-1516: Ludwig IV di Hanstein
- 1516-1556: Crato I
- 1556-1571: Michael
- 1571-1588: Ludwig V (Ludwig Landau, )
- 1588-1592: Crato II
- 1592−1606: Joachim

### Amministradores y comendadores
- Otón de Hesse-Kassel (1606-1617)
- Guillermo V de Hesse-Kassel (1617-1637)
- Leopoldo Guillermo de Habsburgo (1626-1648)
- Johann Bernhard Schenk zu Schweinsberg (1629-1632)
- Guillermo VI de Hesse-Kassel (1637-1648)

### Vogt/Advocatus

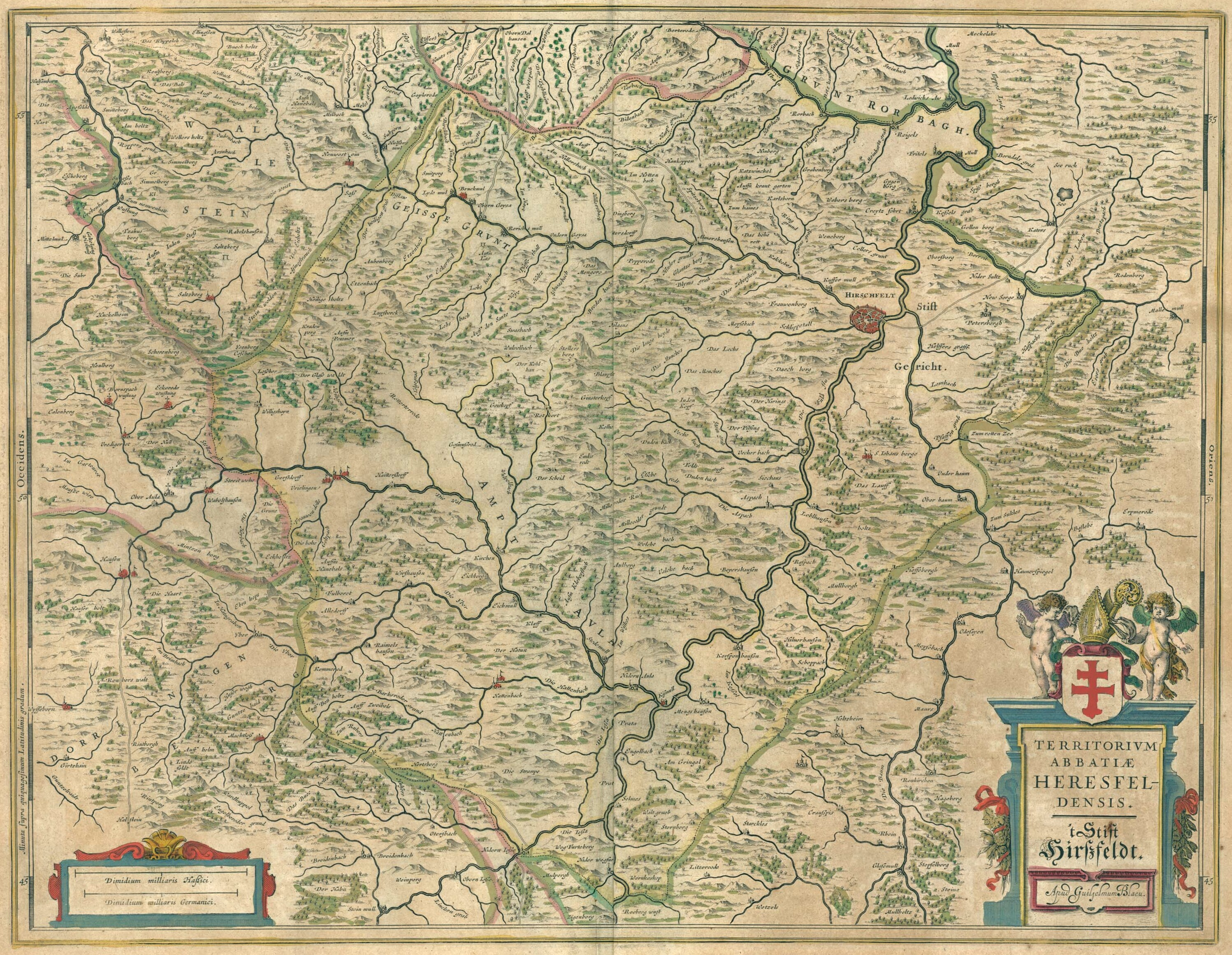
Joan Blaeu, Territorium Abbatæ Heresfeldensis, 1645.

Desde la fundación de la abadía, los vogt o advocatus, personas seculares que representaban a la abadía y ejercían jurisdiccións secular. De este modo ejercían un cargo importante para el abad, que estaba directamente relacionado con las relaciones de propiedad. De acuerdo al derecho franco, el abad necesitaba al menos un vogt para cada gau en la que tuviera propiedades la abadía. Los primeros vögte nombrados para la abadía de Hersfeld son advocati sui Theotharii in pago Friesonoveld y Erlolf in pago Languizza. Fueron mencionados en dos documentos de Enrique I del 1 de junio de 932.
Al principio, el cargo fue otorgado presumiblemente a terratenientes libres hasta los alrededores del cambio de milenio, cuando comenzó a ser ejercido por miembros del estamento noble. El primer vogt conocido de Hersfeld en Hessengau fue un comes Udo, mencionado en 1057. Según algunas fuentes, el cargo de vogt pasó a los Gisonen por matrimonio. Un conde Giso está certificado en 1099 y se asume que es Giso III. Asimismo, en esta época se puso en funcionamiento un sistema de superiores y subordinados. El primer untervogt conocido es el subadvocatus Heinricus, mencionado en 1095 y en un documento de 1099.
Entre ese periodo y 1110, el cargo se transmitió por herencia. Ese año, Luis I de Turingia contrajo matrimonio con la hija de Giso IV, Hedwig. Tras la muerte de Giso IV, el cargo pasó de los Gisonen a Luis I y a los landgraves de Turingia. Desde 1133 en adelante Luis I es denominado vogt de Hersfeld, y en 1139 se menciona un untervogt. Luis encargó a su hermano Enrique Raspe II el gobierno de sus posesiones en Hesse y sus derechos de vogt. Luis II de Turingia también cedería el vogtei de Hersfeld a su hermano Enrique Raspe III.
El abad no podía ya determinar a su portavoz, y los vögte usualmente no estaban restringidos por los tratados en sus derechos. Como consecuencia, los propietarios del derecho de vogt cambiaban la propiedad de las posesiones de Hersfeld, como Melsungen y Rotemburgo del Fulda. En el caso de los landgraves de Turingia, el abad Siegfried trató de confrontar esta alienación de la propiedad de la tierra tras la muerte de Enrique Raspe III, declarando abolido el vogtei en 1180. Este hecho condujo a una disputa entre el abad y Luis III de Turingia, que fue resuelta por el emperador Federico I en Erfurt en 1182. Como resultado, el abad consiguió el vogtei sobre buena parte del wildbann del bosque imperial de Eherinevist que la había recibido del emperador Enrique II en 1003, pero tuvo que reconocer el vogtei de Luis III en otros territorios.
En el distrito del alto tribunal alrededor de Hersfeld (que presumiblemente incluía el distrito del monasterio y el de sus dos monasterios hijos y la ciudad), esto condujo a que los burgraves fueran privados del ejercicio de su jurisdicción. En su lugar, pasó al presidente del tribunal del abad, el llamado villicus, que desde entonces llevaría el título de «Schultheiß» de la ciudad. El 4 de abril de 1182, el abad nombró para este cargo a «Beringerus scultetus».

## Patrimonio arquitectónico
La iglesia abacial, de estilo románico fue construida por primera vez en el 780, en la época de la fundación y reconstruida completamente en el siglo XII. Durante la guerra de los Siete Años fue usada como granero y destruida por los franceses en 1761
Era una de las iglesias benedictinas más grandes de Alemania, con sus 103 metros de longitud y 56 metros de ancho en el transepto. Sus ruinas aún muestran los muros perimetrales del edificio de planta bicéfala, los pilares, las estructuras del transepto y el ábside, la cripta y las dos torres. La Katharinenturm ("torre de Santa Catalina"), de 1120, surge tras el ábside oriental y conserva en su interior la Lullusglocke, la campana más antigua de Alemania (1038).
Las ruinas son actualmente un lugar para conciertos y eventos públicos y es el emplazamiento anual del Festival de Bad Hersfeld (Bad Hersfelder Festspiele).

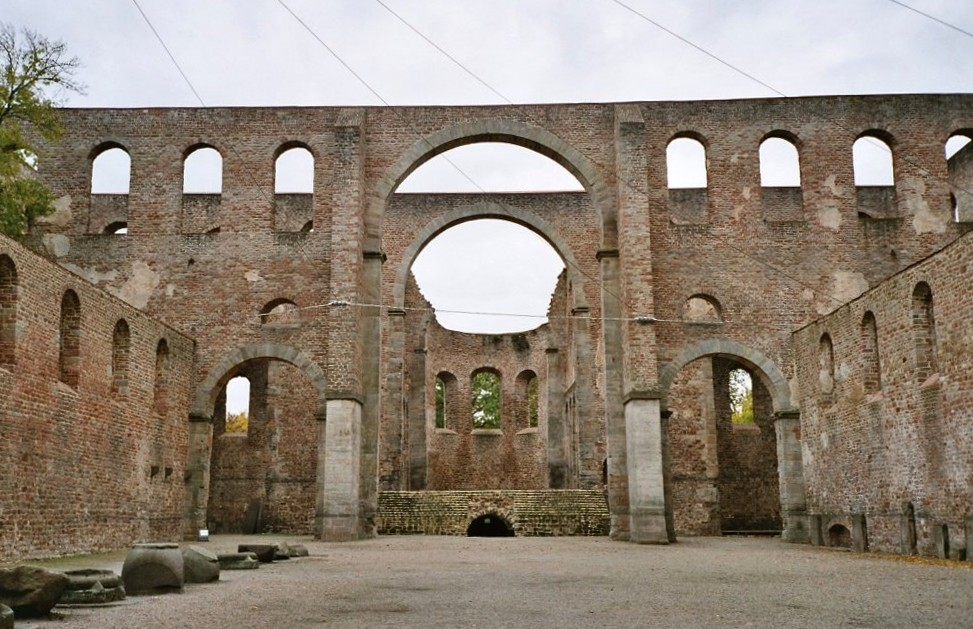
El transepto.
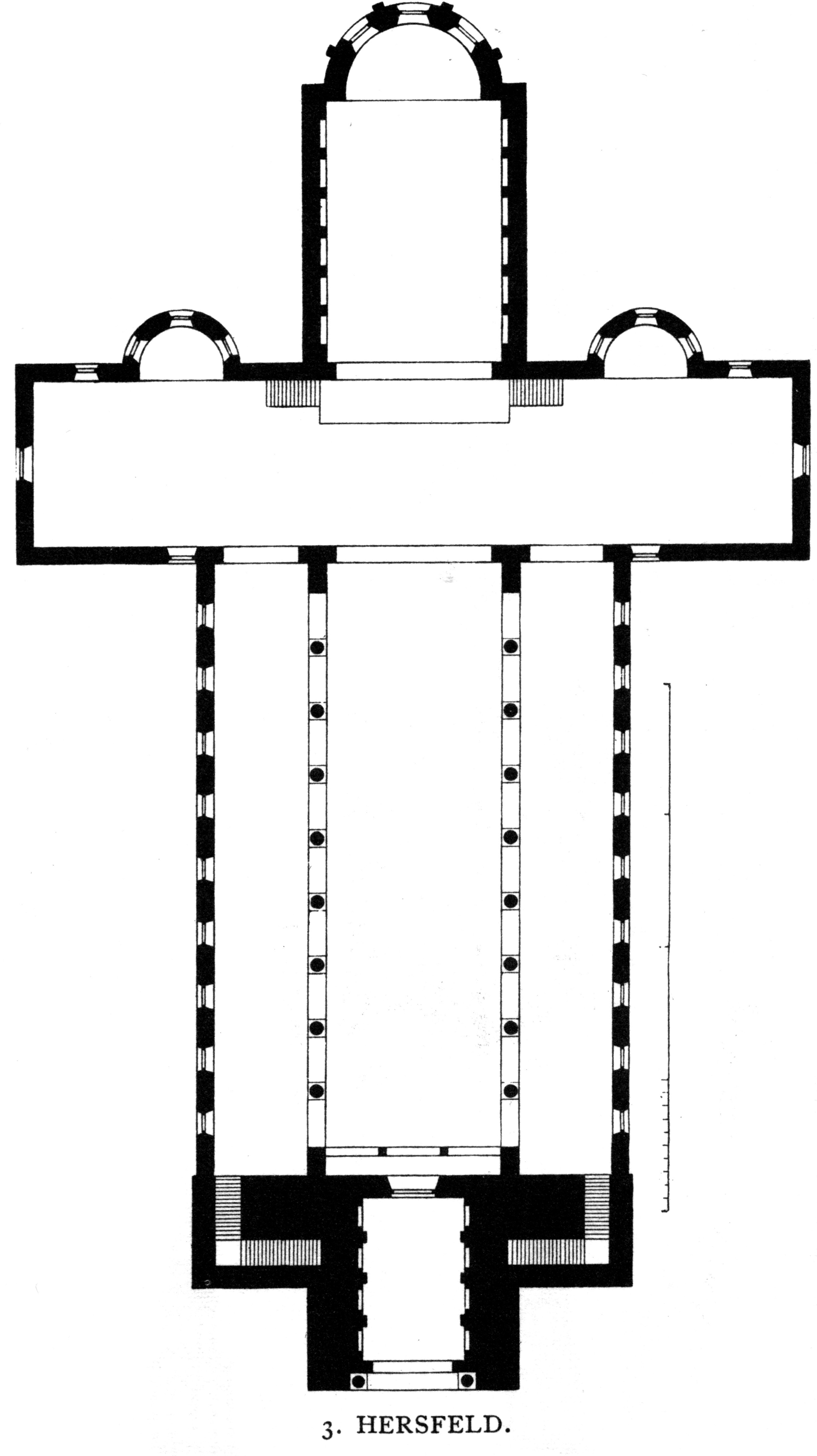
Planta.
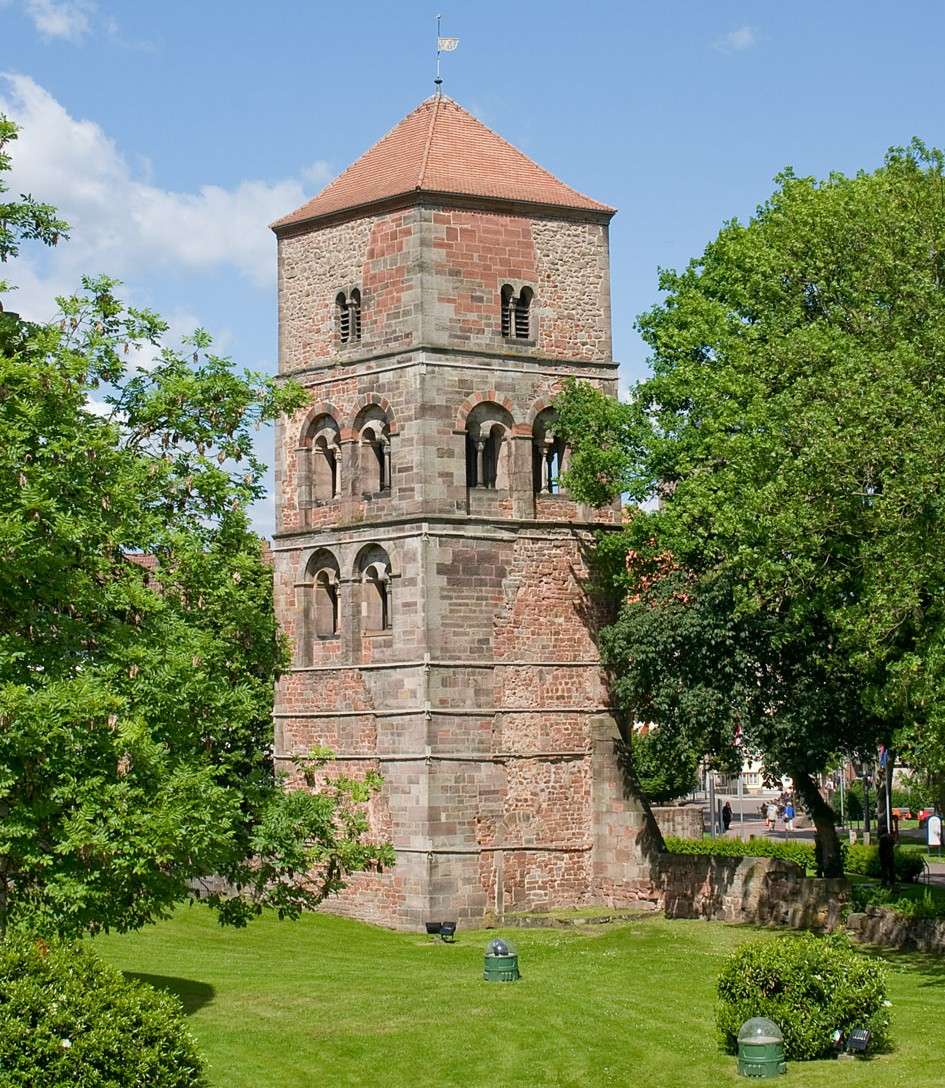
La Torre de Santa Catalina.
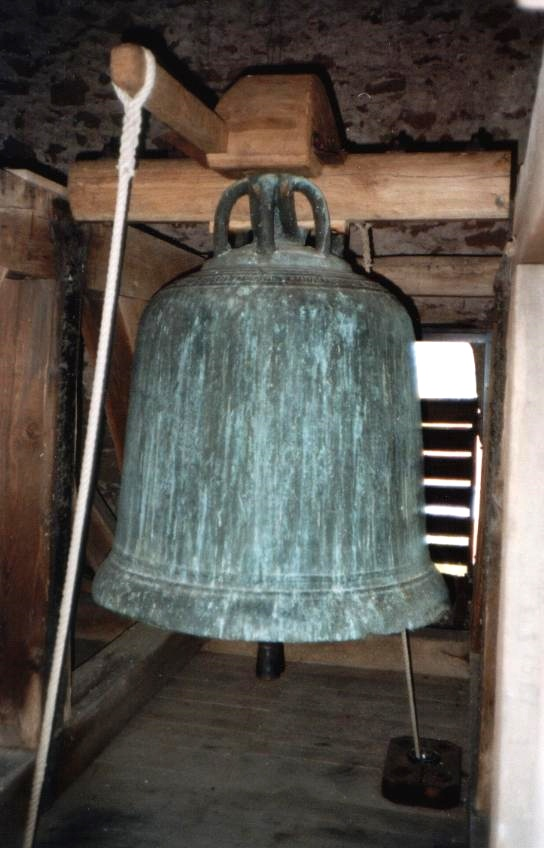
La Lullusglocke.

## Los códices de Hersfeld y Æsinas

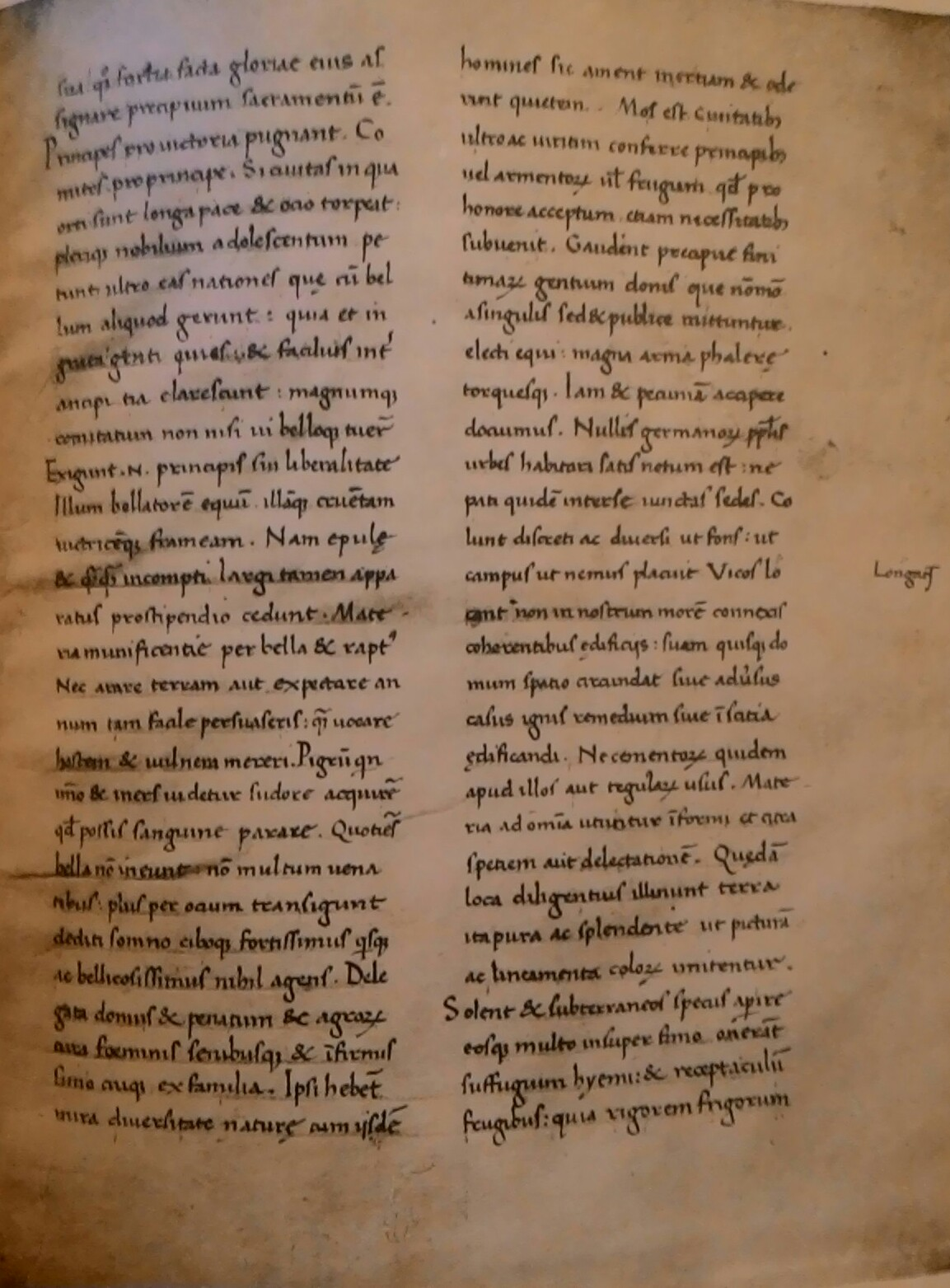
El Códex Æsinas

En 1425 el monje Heinrich de Grebenstein encontró en la abadía el llamado Codex Hersfeldensis. Se trata de un manuscritto misceláneo perteneciente al siglo IX que comprende la última copia superviviente del De origine et situ Germanorum, así como el De vita et moribus Iulii Agricolae y el Dialogus de oratoribus, obras de Tácito, y fragmentos del De grammaticis et rhetoribus de Suetonio. El papa Nicolás V lo hizo llegar a Roma en 1455 mediante Enoch de Ascoli, en misión en Alemania, que lo traería junto a otros manuscritos originales.
Desmembrado, sería reconstruido en el siglo XV añadiéndole el Bellum Troianum al estar en posesión del conde de Osimo Stefano Guarnieri, diplomático en la corte del papa Calixto III.
En 1793 pasó como dote de la última descendiente del conde Nicola Balleani de Iesi que lo conservó en su biblioteca. Sería redescubierto por casualidad en 1902 en la biblioteca del conde Aurelio Baldeschi-Balleani por obra de Cesare Annibaldi, profesor de latín y griego en el Liceo Classico Vittorio Emanuele II di Jesi.
Durante la Segunda Guerra Mundial, el códice sería ocultado por el conde en una caja de madera en una alacena de la cocina del palacio. Por ese motivo no sería hallado por las pesquisas de las autoridades nazis. Actualmente se conserva en la Biblioteca Nacional Central de Roma (Cod. Vitt. Em. 1631).

## Anales
Los Anales de la abadía, los Annales Hersfeldienses, son considerados una importante fuente para la historia alemana medieval.

## Sepulturas en la abadía
- San Lulo de Hedersfeld.
- San Vigberto de Fritzlar.

## Galería

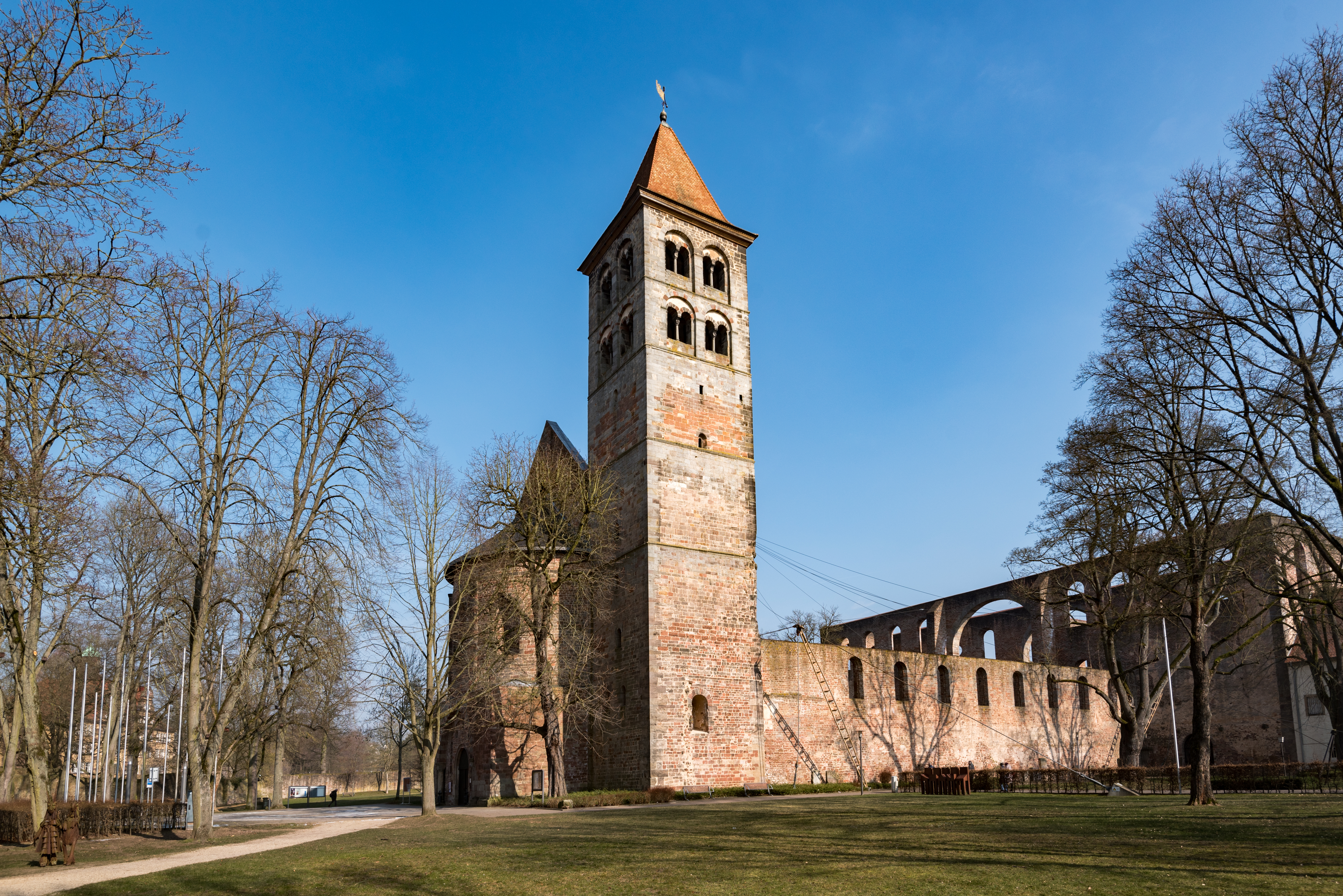
Ruinas de la iglesia abacial de Hersfeld.
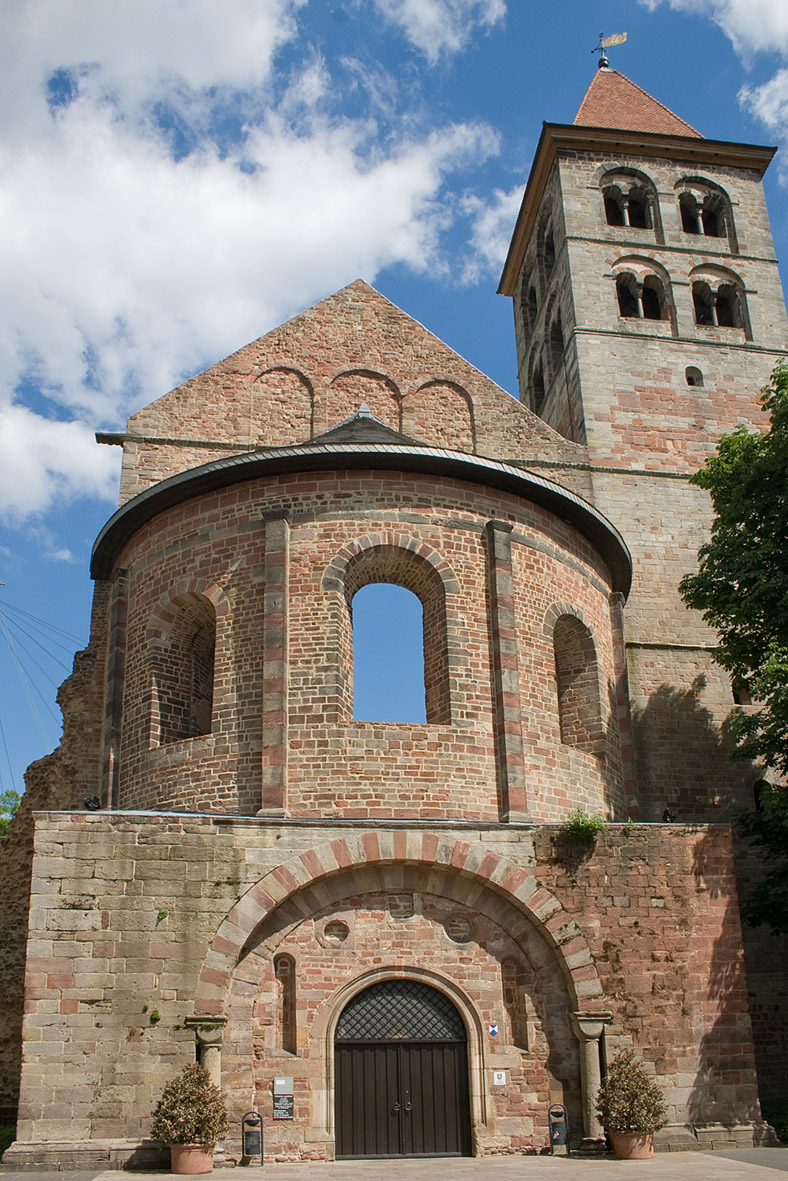
Ábside occidental y campanario.
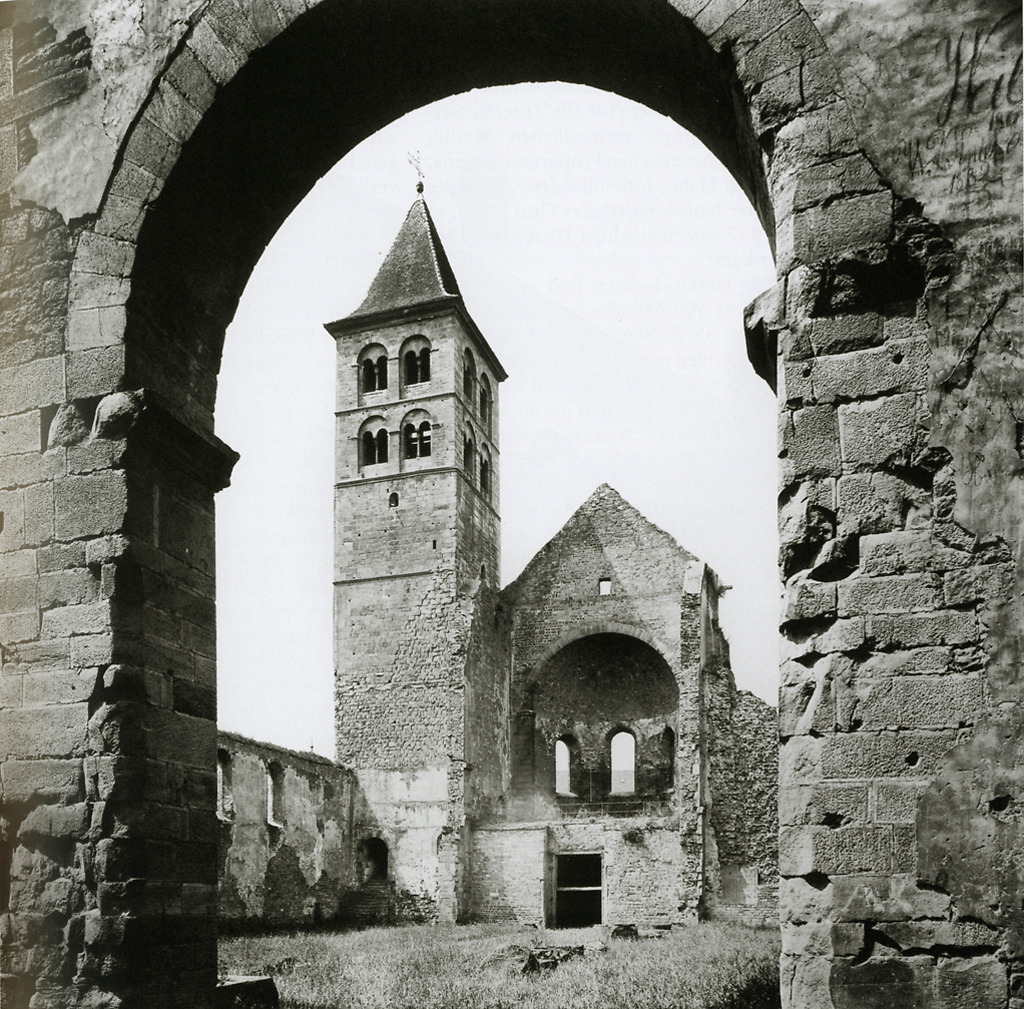
Interior hacia 1900. Fotografía de Albrecht Meydenbauer.
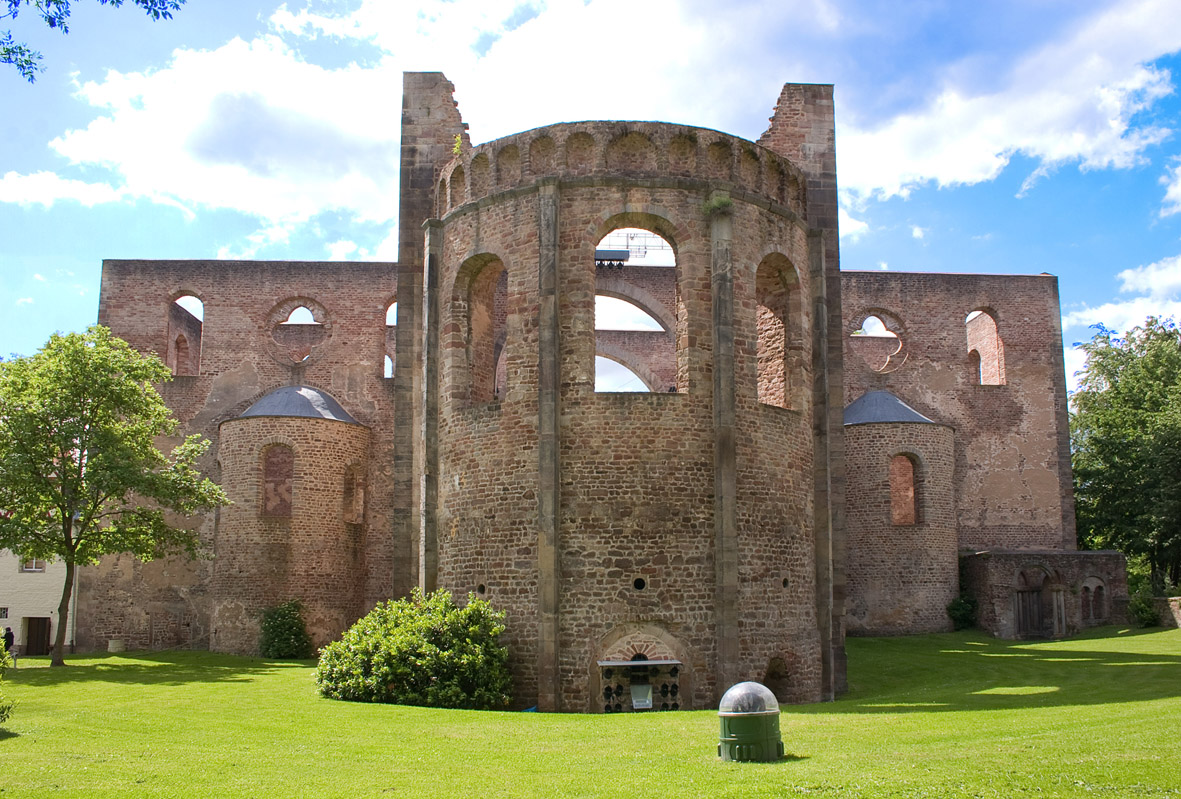
Ábside oriental y transepto.
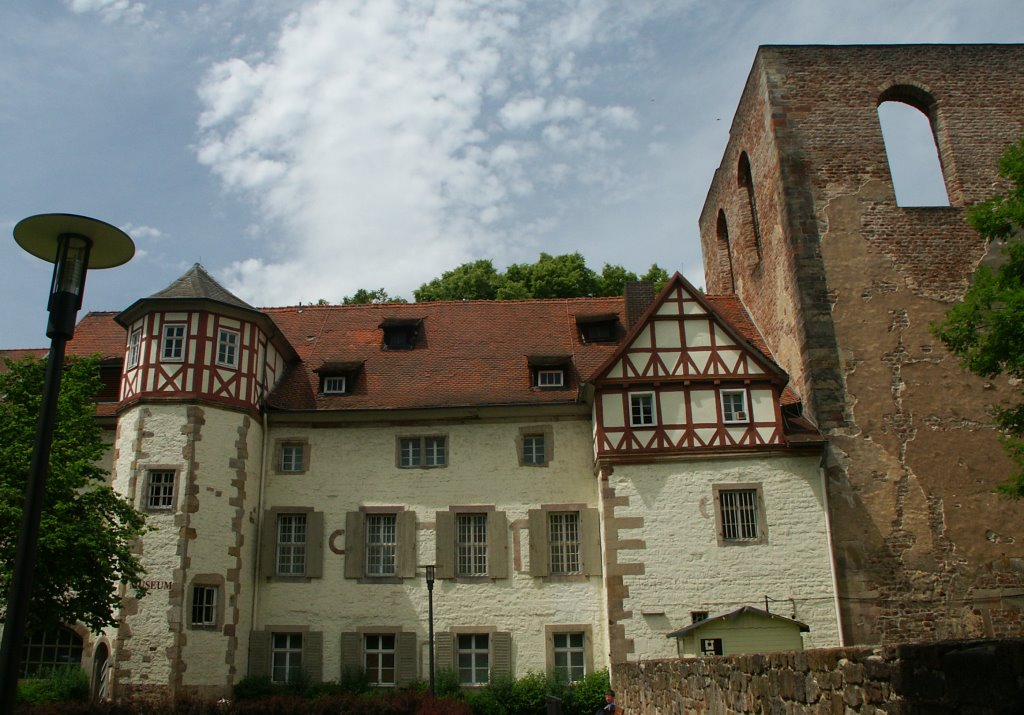
Zona oriental de los edificios de la abadía.
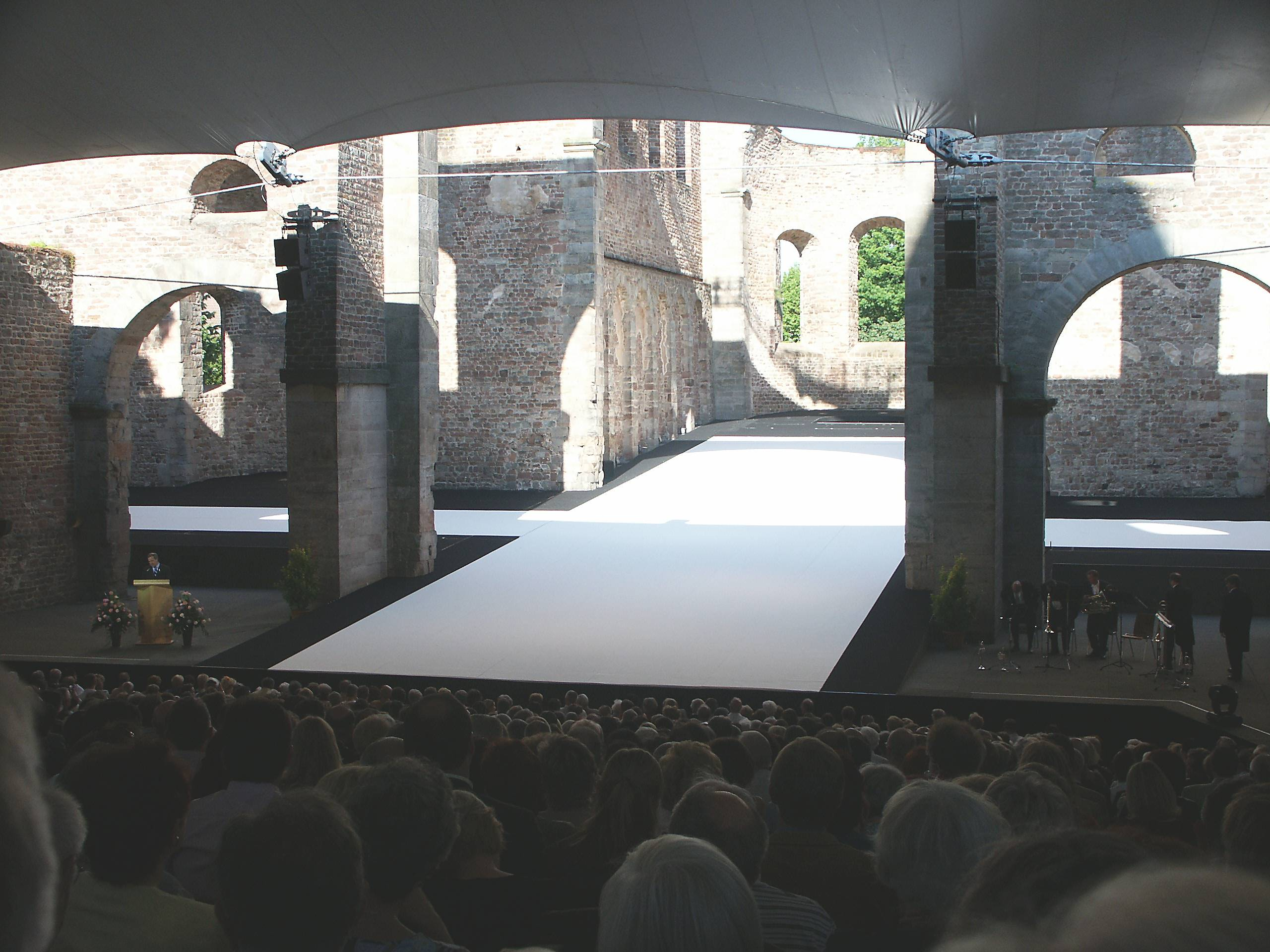
Escenario del Bad Hersfelder Festpiele entre las ruinas, 2006.